# Yeison Guzmán
Yeison Guzmán (Colombia, 22 maart 1998) is een Colombiaanse profvoetballer die doorgaans als middenvelder speelt. Hij heeft heel zijn professionele carrière bij Envigado FC gespeeld.

## Envigado FC
In 2016 maakte Guzmán op 17-jarige leeftijd zijn debuut voor de club tijdens de wedstrijd tegen Rionegro Águilas op 11 februari 2016.